# Fejervarya sahyadris
Espèce
Statut de conservation UICN

 EN B1ab(iii) : En danger
Synonymes
- Minervarya sahyadris Dubois, Ohler, and Biju, 2001

Fejervarya sahyadris est une espèce d'amphibiens de la famille des Dicroglossidae.

## Répartition
Cette espèce est endémique d'Inde. Elle se rencontre dans les États du Kerala et du Karnataka entre 40 et 200 m  d'altitude dans les Ghâts occidentaux.

## Description
Les mâles mesurent de 17,2 à 19,2 mm et les femelles de 20,6 à 23,0 mm.

## Étymologie
Son nom d'espèce lui a été donné en référence au lieu de sa découverte, Sahyadrî, autre nom donné aux Ghâts occidentaux.

## Publication originale
- Dubois, Ohler & Biju, 2001 : A new genus and species of Ranidae (Amphibia, Anura) from south-western India. Alytes, vol. 19, no 2/4, p. 53-79.